# NGC 7087
NGC 7087 је спирална галаксија у сазвежђу Ждрал која се налази на NGC листи објеката дубоког неба.
Деклинација објекта је - 40° 49' 6" а ректасцензија 21h 34m 33,4s. Привидна величина (магнитуда) објекта NGC 7087 износи 12,9 а фотографска магнитуда 13,7. NGC 7087 је још познат и под ознакама ESO 343-8, MCG -7-44-25, AM 2131-410, IRAS 21314-4102, PGC 66988.